# 纳瓦尔坎
纳瓦尔坎，是西班牙卡斯蒂利亚-拉曼恰托莱多省的一个市镇。总面积60平方公里，总人口2152人（2001年），人口密度36人/平方公里。